# Toyota TF102
La Toyota TF102 è una vettura di Formula 1 con la quale il costruttore giapponese affrontò la sua prima stagione nella categoria, nel 2002. La vettura derivava dalla TF101, vettura test nata l'anno precedente, per preparare l'ingresso del costruttore nel campionato. Disegnata da Gustav Brunner e Dago Rohrer, fu pilotata da Mika Salo e Allan McNish.

## Specifiche tecniche

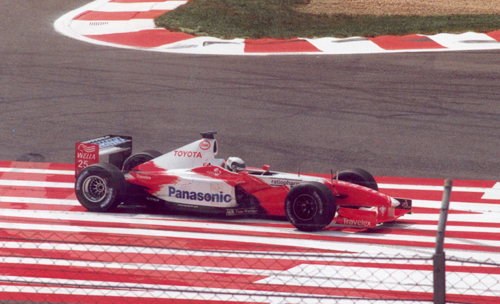
Allan McNish impegnato nel Gran Premio di Francia 2002.

La vettura presentava un design molto convenzionale, più della vettura di prova che l'aveva preceduta, tanto che il suo disegnatore, Brunner, affermò nel novembre 2001: "La vettura testata nel 2001 ha raggiunto i risultati che volevamo. Questo nuovo modello assorbe la tecnologia più recente, e ha un setup molto più convenzionale."
Anche la livrea risultava leggermente diversa da quella mostrata dalla TF101.

## Stagione 2002
La vettura conquistò solo due punti, frutto di due sesti posti, conquistati da Mika Salo all'esordio in Australia e nel terzo gran premio dell'anno, quello del Brasile.
Il Team principal Ove Andersson aveva avvertito che nel primo anno sarebbe stato pagato lo scotto del noviziato, pur con l'ottimismo derivante dall'affidabilità della vettura.
Nel Gran Premio del Giappone Allan McNish distrusse la TF102 durante le qualifiche, uscendo dalla curva 130R perdendo il controllo della vettura e sbattendo contro le barriere ARMCO. Il pilota britannico non prese parte alla gara e non venne sostituito.

## Risultati completi in Formula 1
| Anno | Team                    | Motore                | Gomme | Piloti |     |    |     |     |   |   |     |     |     |     |     |     |    |   |     |    |    | Punti | Pos. |
| ---- | ----------------------- | --------------------- | ----- | ------ | --- | -- | --- | --- | - | - | --- | --- | --- | --- | --- | --- | -- | - | --- | -- | -- | ----- | ---- |
| 2002 | Panasonic Toyota Racing | Toyota RVX-02 3.0 V10 | M     | Salo   | 6   | 12 | 6   | Rit | 9 | 8 | Rit | Rit | Rit | Rit | Rit | 9   | 15 | 7 | 11  | 14 | 8  | 2     | 10º  |
| 2002 | Panasonic Toyota Racing | Toyota RVX-02 3.0 V10 | M     | McNish | Rit | 7  | Rit | Rit | 8 | 9 | Rit | Rit | 14  | Rit | 11  | Rit | 14 | 9 | Rit | 15 | NP | 2     | 10º  |

| Legenda | 1º posto     | 2º posto | 3º posto    | A punti         | Senza punti/Non class.  | Grassetto – Pole position Corsivo – Giro più veloce |
| Legenda | Squalificato | Ritirato | Non partito | Non qualificato | Solo prove/Terzo pilota | Grassetto – Pole position Corsivo – Giro più veloce |